# خيسوس جالينديز
خيسوس (دي) جالينديز سواريز سياسي وكاتب اسباني، واستاذ القانون الدولي في جامعة كولومبيا الأمريكية حول ايديولوجية الباسك القومية. ولد يوم 12 أكتوبر 1915  – وتوفي 1956 حيث اختفى في مدينة نيويورك. ويُزعم أنه اختُطف وقتل على يد رجال رافاييل تروجيلو، دكتاتور جمهورية الدومينيكان أنذاك.

## روابط خارجية
- خيسوس دي جالينديز: داخل ديكتاتورية (1955). فصل في Caudillos: Dictators in Spanish America بقلم هيو هاميل ، مطبعة جامعة أوكلاهوما ، 1992